# ひぐちグループ
ひぐちグループ（英: Higuchi Group）は長崎県西彼杵郡に本社を置く、株式会社ひぐちを中核とする、6つの会社のグループのことを指す。

## 概要
1950年に、樋口謹之助が創業し、もやしを栽培し、販売する満互芽園を開いたのがはじまりであり、その5年後の1955年に浦上駅前に割烹店である「豚平」を開き、その後、パチンコホールまるみつの全身となる王将会館を開店し、急成長していった。
グループスローガンは「100年企業」。

## グループ企業一覧

### H2株式会社
長崎県にて、ホテルH2を展開している企業である。ホテルの中では珍しい制服がないことで有名である。

### 株式会社ひぐち
ひぐちグループの中核企業であり、九州地方にて、和食レストランの「さいさき屋」や、長崎県長崎市にて、割烹料理を提供する「大衆割烹ひぐち」、食レストラン「ジョイフル」のFC事業、長崎県と熊本県と福岡県でツタヤのFCである「遊ING」を5店舗の運営を行っている企業である。
「一般社団法人長崎県eスポーツ連合」を立ち上げるなど、新たな事業モデル開発を進めている

### 三宝商事
九州地方にて、パチンコホール「まるみつ」を18店舗経営する会社。
1957年に、王将会館として開店し、当時は珍しかった台への座席配置を行うなど画期的なサービスを行っていた。

### エフプラスエル株式会社
西彼杵郡時津町に本社を置く、建設施工管理などを行う会社である。

### ひぐち不動産グッドライト株式会社
不動産事業を行っていて、長崎県内初の不動産ファンドである。

### 真樹フォレスト
九州地方で植林事業を行っている会社。

## リンク
- HIGUCHI GROUP

## 引用
1. ↑  “HIGUCHIグループについて – HIGUCHI GROUP”. 2021年4月23日閲覧。